# Giorgio Bandini (calciatore)
Giorgio Bandini (Terni, 13 maggio 1939) è un ex calciatore italiano, di ruolo portiere.

## Carriera
Nella stagione 1958-1959 gioca 31 partite nel Campionato Interregionale con la Ternana; a fine anno viene ceduto alla Sambenedettese, con cui nella stagione 1959-1960 gioca 16 partite nel campionato di Serie B. Rimane in squadra anche nella stagione 1960-1961, nella stagione 1961-1962 e nella stagione 1962-1963, nelle quali gioca rispettivamente 5, 11 e 28 partite nella serie cadetta. Gioca nella Sambeendettese anche nella stagione 1963-1964, nella quale gioca 34 partite nel campionato di Serie C.
Nella stagione 1964-1965 gioca da titolare nel Taranto, con cui disputa 33 partite in Serie C; l'anno successivo gioca altre 32 partite in terza serie.
Nel 1966 passa al Brindisi, società con cui nella stagione 1966-1967 gioca tutte e 34 le partite in programma nel campionato di Serie D; gioca altre 32 partite di Serie D con la squadra pugliese nella stagione 1967-1968, nella quale ottiene la promozione in Serie C. Milita in terza serie nel Brindisi nella stagione 1968-1969, nella quale gioca 4 partite.

## Palmarès

### Club

#### Competizioni nazionali
- Serie D: 1

Brindisi: 1967-1968